# Каргалы (Карагандинская область)
Каргалы (каз. Қарғалы) — село в Шетском районе Карагандинской области Казахстана. Входит в состав Акчатауского сельского округа. Код КАТО — 356438200.

## Население
В 1999 году население села составляло 226 человек (115 мужчин и 111 женщин). По данным переписи 2009 года, в селе проживало 113 человек (60 мужчин и 53 женщины).